# Gonomyia recta
Gonomyia recta là một loài ruồi trong họ Limoniidae. Chúng phân bố ở miền Cổ bắc.